# Leoš Janáček
Leoš Janáček (Hochwald, ma Hukvaldy, Morvaország, 1854. július 3. – Ostrava, 1928. augusztus 12.) morva zeneszerző, aki – főként a morva népzenére alapozva – teljesen egyéni stílust alakított ki.

## Életpályája
Kelet-Morvaország vlachok lakta részén (Lašsko) született, közel a sziléziai határhoz. Nagyapja és apja kántortanító volt, anyja, Amalie posztókészítő dinasztiából származott. Mindkét szülője nagy zenei tehetséget árult el.
Leoš első zenei leckéit apjától, Jiří Janáčektől kapta, majd tizenegy éves korától a brnói Ágoston-rend papi iskolájában tanult apja volt tanítványánál és barátjánál, Pavel Křižkovskýnál. A növendékek fő tantárgya a kóruséneklés volt, amelyet zenekari gyakorlat is kiegészített.
Az iskola tanulói gyakran vállalhattak kisegítő zenészi munkát esküvőkön, ünnepségeken és nem ritkán a városi színházban. Janáček alaposan megismerkedhetett az európai zenekultúrával a gregoriántól egészen a romantikus operákig. Első fennmaradt kompozíciói (pl. kórusok) ebből az időszakból származnak. Négy év után beiratkozott a konzervatóriumba, ahol egy év alatt végezte el három év tananyagát. Ezután visszatért a papi iskolába, ahol korábbi tanára kérésére átvette az összes zenei tárgy irányítását. Azonban nem sokáig maradt, 1874-ben Prágába költözött és beiratkozott az ottani orgonaiskolába.
A fojtogató és poros légkör miatt szembefordult tanáraival, és egy időre ki is zárták az intézményből. 1876-ban visszatért a morva fővárosba, ideiglenes zenetanári állást kapott a tanítóképzőben, és elnyerte a Brnói Filharmóniai Társaság igazgató karnagyi tisztét. Igen nagy hangsúlyt fektetett a cseh nemzeti zene – Smetana és Dvořák – népszerűsítésére, valamint előadta többek között Mozart Requiemjét, Beethoven Missa solemnisét.
1879-ben rövid időt töltött a lipcsei konzervatóriumban, majd 1880-ban Bécsben, de elégedetlen volt az ottani oktatási módszerekkel is.
1880-ban véglegesítették tanítóképzői állását. 1881-ben feleségül vette fiatal tanítványát, Zdeňka Schulzovát. Saját zenetanítási módszert dolgozott ki, 1882-től elvállalta a brnói orgonaiskola igazgatását. 1883-ban megismerkedett Antonín Dvořákkal, akihez később annak haláláig (1904) szoros barátság fűzte.
1889-től a nyelvész és népdalgyűjtő František Bartošsal tudományos alapossággal elkezdte a morva folklór feldolgozását. A népdalok egy részét 1892 és 1901 között zongorakíséretes formában is feldolgozta. 1895-ben a prágai Néprajzi kiállításon morva folklórbemutatót rendezett. 1904-ben megvált tanári állásától, hogy minden erejét a zeneszerzésnek szentelhesse.
Életművéből operái a legjelentősebbek. A mai világsikerből életében kevés jutott neki. Első dalműve a Šárka 1887-re elkészült, de bemutatójára csak 1925 novemberében (!) került sor. Második operája, a Počátek románu (Egy románc kezdete, 1891) sikertelen volt. Először harmadik színpadi műve hozott ismertséget neki, az 1894 és 1903 között komponált Její pastorkyňa (A mostohalány), melynek külföldön a főszereplő neve nyomán Jenůfa a címe. 1916-ra sikerült elérnie, hogy Prágában bemutassák, de végre sikert aratott, s ez Janáček legtermékenyebb korszakát indította el. Külföldre is ez a műve jutott leghamarabb.
1916-tól a zenei élet szervezésébe is be- vagy inkább visszakapcsolódott, különböző fórumokon kampányolt a zeneoktatásért és a morva népzene kutatásáért. 1919-től 1925-ig a prágai konzervatórium brnói mesteriskolájában újra tanított, az állami népdalintézet morva bizottságában elnökölt.
Ebben az időben is maradt rajongott szülőföldjén, szerény emberként élt, utolsó éveiben áramló bel- és külföldi elismerései ellenére is.
Élete utolsó évtizedében figyelt fel rá az európai modern zenei élet. Közös koncerten szerepelt Bartókkal és Schönberggel.
Hirtelen jött, súlyos tüdőgyulladás okozta halálát.

## Művei
Janáček műveit JW jegyzékszámmal számozzuk, a Nigel Simeone, John Tyrrell és Alena Němcová által összeállított műjegyzék nyomán.

### Operák, balett
- JW I/1 Šárka 1887-88, Julius Zeyer librettójára
- JW I/3 Počátek románu (Egy románc kezdete) 1891, Jaroslav Tichý librettójára Gabriela Preissová műve nyomán
- JW I/4 Její pastorkyňa (A mostohalány, külföldön Jenůfa) 1894-1903, a szerző librettójára Gabriela Preissová nyomán
- JW I/5 Osud (A végzet) 1903-05, Fedora Bartošová librettójára
- Výlety pana Broučka (Brouček – Prücsök – úr kalandjai) 1908-17 - két, egy estén előadandó szatirikus opera Svatopluk Čech magyarul is megjelent regénye nyomán, Viktor Dyk és František Sarafínský Procházka librettójára:
  - JW I/6 Výlet pana Broučka do Měsice (Brouček úr kalandja a Holdra)
  - JW I/7 Výlet pana Broučka do XV. stoleti (Brouček úr kalandja a 15. századba)
- JW I/8 Kát'a Kabanová (Kátya Kabanova) 1919-21 Vincenc Červinka librettójára, Osztrovszkij A vihar című drámája nyomán
- JW I/9 Příhody lišky Bystroušky (A ravasz rókácska kalandjai) 1921-23, a szerző saját librettójára
- JW I/10 Věc Makropulos (A Makropulos-recept) 1923-25 - mondhatni opera-thriller, a szerző librettójára Karel Čapek drámája alapján
- JW I/11 Z mrtvého domu (A holtak házából) 1927-28, a szerző librettójára Dosztojevszkij Feljegyzések a holtak házából című műve nyomán
- JW I/2 Rákóš Rákóczy (Balett, Rákos Rákóczi) 1891

 Věc Makropulos – teljes opera, – YouTube.com, (magyar felirattal) Közzététel: 2021. március.

### Zenekari művek
- JW VI/1 Zvuky ku památce Förchtgotta-Tovačovského (Hangok von Arnošt Förchtgott-Tovacovský emlékére, vonószenekarra) 1875
- JW VI/2 Suita (Szvit vonószenekarra) 1877
- JW VI/3 Idyla (Idyll vonószenekarra) 1888
- JW VI/4 Valašské tance (Oláh táncok) 1889-1891
- JW VI/5 Adagio (Adagio) 1890
- JW VI/6 Suita (Serenáda) (Szvit/Szerenád) 1891 körül
- JW VI/7 Moravské tance (Morva táncok, 5 népi tánc)
- JW VI/8 Hanácké tance (Hanák[3] táncok) 1890
- JW VI/9 České tance, 1. Suita (Cseh táncok, I.szvit) 1893
- JW VI/10 Žárlivost (Féltékenység, nyitány a Jenůfa című operához) 1894
- JW III/6 Smuteční pochod (Gyászinduló, epilógus az Amarus című kantátából) 1898
- JW VI/11 Požehnaný (Lach tánc) 1899
- JW VI/12 Kozáček (Kozák tánc) 1899
- JW VI/13 Srbské kolo (Szerb tánc, Kóló) 1899 körül
- JW VI/14 Šumařovo dítě (A hegedűs gyermeke, ballada) 1912
- JW VI/15 Taras Bulba[4] (Tarasz Bulba, rapszódia Gogol romantikus kisregénye nyomán) 1915-1918
- JW VI/16 Balada Blanická, eredetileg Blaničtí rytíři (Blaník balladája, szimfonikus költemény) 1920
- JW VI/17 Lašské tance (Lach táncok) 1924
- JW VI/18 Sinfonietta (Symfonietta vojenská) (Sinfonietta)[5] 1926
- JW IX/7 Dunaj (Duna, szimfonikus töredék) 1923-1928
- JW IX/11 Schluck und Jau (Schluck és Jau, kísérőzene Gerhart Hauptmann művéhez) 1928

### Versenyművek
- JW VII/11 Concertino (Concertino, zongorára és kamarazenekarra) 1925
- JW VII/12 Capriccio „Vzdor” (Capriccio „Dac”, zongoraverseny bal kézre és kamarazenekarra) 1924
- JW IX/10 Houslový Koncert „Putování dušičky” (Hegedűverseny „A lélek zarándoklata”, hegedűre és zenekarra) 1926

### Vokális, oratórikus művek
- JW IV/1 Orání (Szántás, férfikarra) 1873
- JW IV/2 Válečná (Harci dal 1., férfikarra) 1873
- JW IV/3 Válečná (Harci dal 2., férfikarra, trombitára, 3 harsonára és zongorára) 1873
- JW IV/4 Nestálost lásky (Állhatatlan szerelem, férfikarra) 1873
- JW IV/5 Divím se milému (Meglepett a szerelmem, férfikarra) 1873-1876
- JW IV/6 Vínek stonulý (A vízbe dobott virágfüzér, férfikarra) 1873-1876
- JW IV/7 Osamělá bez těchy 1. (Egyedül, vigasztalanul, férfikarra) 1874, átdolgozva 1898 (JW IV/26)
- JW II/1 Graduale „Speciosus forma” (Graduále „Speciosus forma”, kórus és orgona) 1874
- JW II/2 Introitus in festo Ss. Nominis Jesu (Motetta, vegyes kar és orgona) 1875
- JW II/3 Exaudi Deus 1. (Motetta, vegyes kar és orgona) 1875
- JW II/4 Exaudi Deus 2. (Motetta, vegyes kar és orgona) 1875
- JW II/5 Benedictus (Motetta, vegyes kar és orgona) 1875
- JW II/6 Communio „Fidelis servus” (Motetta, vegyes karra) 1875
- JW II/7 Regnum mundi (Motetta, vegyes karra) 1875-1878
- JW II/8 Exsurge Domine (Motetta, vegyes karra) 1875-1879
- JW II/9 Graduale in festo purificationis BVM „Suscepimus” (Motetta, vegyes karra) 1875?-1879
- JW IV/8 Láska opravdivá (Igaz szerelem, férfikarra) 1876
- JW IV/9 Osudu neujdeš (Nem kerülheted el a sorsodat, férfikarra) 1876
- JW IV/10 Zpěvná duma (Búskomorság, férfikarra) 1876
- JW IV/11 Na košatej jedli dva holubi seďá (A zöld fenyőn, férfikarra) 1876?
- JW IV/12 Slavnostní sbor (k položení základního kamene ústavu ku vzdělání učitelů) (Ünnepi kórus, 4 férfihangra és vegyes karra) 1877
- JW IV/13 Slavnostní sbor ku svěcení nové budovy c. k. slovanského ústavu ku vzdělání učitelů v Brně (Ünnepi kórus, bariton, férfikar és zongora) 1878?
- JW IV/14 Píseň v jeseni (Őszi dal, vegyes karra) 1880
- JW IV/15 Na prievoze (Kompon, férfikarra) 1880-1885
- JW II/10 České církevní zpěvy z Lehnerova mešního kancionálu (Cseh templomi kórus a Lehner énekeskönyvből, vegyes kar és orgona) 1881
- JW IV/16 Ave Maria (Ave Maria, férfikarra) 1883
- JW IV/17 Čtveřice mužských sborů (Négy kórus, férfikarra) 1885
- JW IV/18 Kačena divoká (A vadkacsa, vegyes karra) 1885
- JW IV/19 Tři sbory mužské (Három kórus, férfikarra) 1888
- JW IV/20 Královničky. „Staré národní tance obřadné se zpěvy” (Královničky, 10 régi népdal és népi tánc, egynemű karra) 1889?
- JW III/1 Naše píseň 1., Sivý sokol zaletěl (A mi dalunk 1. (A szürke sólyom elrepült), vegyes karra és zenekarra) 1890
- JW IV/21 Naše píseň 2. (A mi dalunk 2. vegyes karra) 1890
- JW III/2 Komáři se ženili (Népdalfeldolgozás, vegyes karra és zenekarra) 1891
- JW III/3 Zelené sem seła (Népdalfeldolgozás, vegyes karra és zenekarra) 1892
- JW III/4 Keď zme šli na hody (Népdalfeldolgozás, vegyes karra és zenekarra) 1893
- JW IV/22 Což ta naše bříza (Miért hajlik a nyírfánk, férfikarra) 1893
- JW IV/23 Už je slúnko z téj hory ven (A Nap minden dombra felmegy, bariton, vegyes kar és zongora) 1894
- JW IV/24 Odpočiň si (Nyugodj békében, temetési kórus férfikarra) 1894?
- JW III/5 Hospodine! (Hallgass meg, Uram!, kantáta szólóénekesekre, vegyes karra, rézfúvósokra, hárfára és orgonára) 1896
- JW IV/25 Slavnostní sbor k svěcení praporu Svatojosefské jednoty (Ünnepi kórus, férfikarra) 1897-1898
- JW III/6 Amarus (Amarus, kantáta szólóénekesekre, vegyes karra és zenekarra) 1897, átdolgozva 1901, 1906
- JW IV/26 Osamělá bez těchy 2. (Egyedül, vigasztalanul, férfikarra) 1898
- JW IV/27 Ukvalské písně (Hukvaldy dalok, vegyes karra) 1899
- JW IV/28 Čtvero mužských sborů moravských (Négy morva dal férfikarra) 1900, 1906
- JW IV/29 Otče náš (Miatyánk, kantáta tenor, vegyes kar, zongora (harmónium) vagy hárfa és orgona) 1901, 1906
- JW II/11 Svatý Václave (Szent Vencel, orgonakíséret egy régi cseh himnuszhoz, vegyes karra és orgonára) 1902?
- JW II/12 Constitues (Constitues, motetta férfikarra és orgonára) 1903
- JW II/13 Veni Sancte Spiritus (Veni Sancte Spiritus, motetta férfikarra) 1903
- JW IV/30 Elegie na smrt dcery Olgy (Elégia Olga lányom halálára, kantáta tenor szólóval, vegyes karra és zongorára) 1903, 1904
- JW II/14 Zdrávas Maria (Ave Maria, tenor (vagy szoprán), vegyes kar, hegedű és orgona vagy zongora) 1904
- JW IV/31 Vínek (Népdalfeldogozás, férfikarra) 1904-1906
- JW IV/32 Lidová nokturna. Večerní zpěvy slovenského lidu z Rovného (26 Balad lidových II.) (Népi nocturne. Esti dalok a szlovák Rovné vidékéről, 7 népdalfeldolgozás, női vokál duóra és zongorára – a 26 népballada II. része) 1906
- JW IV/33 Kantor Halfar (Halfar, az iskolamester, férfikarra) 1906
- JW IV/34 Maryčka Magdónova 1. (Maryčka Magdónova 1., férfikarra) 1906
- JW IV/35 Maryčka Magdónova 2. (Maryčka Magdónova 2., férfikarra) 1907
- JW IV/36 70.000 (Sedmdesát tisíc) (70.000, férfikarra) 1909, átdolgozva 1912
- JW III/7 Na Soláni čarták (Kantáta, tenor hangra, férfikarra és zenekarra) 1911
- JW III/8 Věčné evangelium (Kantáta, szoprán és tenor hangra, vegyes karra és zenekarra) 1914
- JW IV/37 Pět národních písní (26 Balad lidových IV.) (5 népdalfeldolgozás, tenor hangra, férfikarra és zongorára vagy harmóniumra) 1912? 1916-1917
- JW IV/38 Perina (A derékalj, férfikarra) 1914
- JW IV/39 Vlčí stopa (Farkas nyomok, női karra) 1916
- JW IV/40 Hradčanské písničky (Hradčany dalok, 3 dal szoprán hangra, női karra, fuvolára és hárfára) 1916
- JW IV/41 Kašpar Rucký (Kašpar Rucký, szoprán hangra, négy női hangra és női karra) 1916
- JW V/12 Zápisník zmizelého (Egy eltűnt naplója, dalciklus tenor és alt hangra, 3 női hangra és zongorára) 1917-1919, átdolgozva 1920
- JW IV/42 Česká legie (A Cseh Légió, férfikarra) 1918
- JW IV/43 Potulný šílenec (A bolond csavargó, férfikar szoprán szólóval) 1922
- JW V/16 Říkadla 1. (Gyermekversek 1., nyolc dal 1-3 mezzoszopránra, klarinétra és zongorára) 1924
- JW IV/44 Naše vlajka (A zászlónk, férfikar, két szoprán szólóval) 1925-1926
- JW V/17 Říkadla 2. (Gyermekversek 2., bevezetés és tizennyolc dal kamarakórusra és kamarazenekarra) 1926
- JW III/9 Glagolská mše vagy Mše glagolskaja (Glagolita mise, szóló hangokra, két kórusra, zenekarra és orgonára) 1926-1927
- JW IV/45 Sbor při kladení základního kamene Masarykovy university v Brně (Kórus a Brnói Masaryk Egyetem alapkőletétele alkalmára, férfikarra) 1928

### Orgonaművek
- JW VIII/2 Předehra (Nyitány) 1875
- JW VIII/3 Varyto (Lyra)
- JW VIII/4 Chorální fantasie (Korálfantázia)
- JW VIII/7 Dvě skladby pro varhany (Két darab orgonára) 1884
- JW II/11 Svatý Václave (Szent Vencel, orgonakíséret egy régi cseh himnuszhoz) 1902?

### Zongoradarabok
- JW VIII/6 Tema con variazioni – Zdeňčiny variace (Zdenka variációk, B-dúrban) 1880
- JW VIII/8 Dymák (Dymák, népdalfeldolgozás) 1885
- JW VIII/9 Na památku (Emlékül) 1887?
- JW VIII/10 Národní tance na Moravě (21 morva népi tánc, 2 vagy 4 kézre, cimbalommal vagy énekhanggal, tetszés szerint) 1888-1889
- JW VIII/11 Srňátko (Az őzgida, népdalfeldolgozás) 1888
- JW VIII/12 Ej, danaj! (népdalfeldolgozás, a 8/18-as művel kombinálva: 3 morva népi tánc) 1893
- JW VIII/13 Hudba ke kroužení kužely (Zene buzogánygyakorlatokhoz) 1893
- JW VIII/14 Řezníček (Řezníček, népdalfeldolgozás) 1893?
- JW VIII/15 Zezulenka (Kakukk, népdalfeldolgozás) 1893?
- JW VIII/16 Žárlivost (Féltékenység, a Jenůfa-nyitány zongoraváltozata, négy kézre) 1894
- JW VIII/17 Po zarostlém chodníčku (Elburjánzott úton)[6] 1901-1908
- JW VIII/18 2 Moravské tance (Két morva népi tánc, a 8/12-es művel kombinálva: 3 morva népi tánc) 1904 körül
- JW VIII/19 Sonáta pro klavír „I. X. 1905, Z ulice” (Zongoraszonáta „1905. október 1., Az utcából”, esz-moll) 1905
- JW VIII/20 Narodil se Kristus Pán (Krisztus Urunk megszületett − cseh karácsonyi ének feldolgozása, zongora énekhanggal, tetszés szerint) 1909
- JW VIII/21 Moderato (Moderato) 1911
- JW VIII/22 V mlhách (Ködben) 1912
- JW VIII/23 Moravské lidové písně (15 morva népdalfeldolgozás, zongora énekhanggal, tetszés szerint) 1922
- JW VIII/24 Ej, duby, duby (Népdalfeldolgozás, zongora énekhanggal, tetszés szerint) 1911
- JW VIII/25 Budem tady stat (Itt maradunk – népdalfeldolgozás, zongora énekhanggal, tetszés szerint)
- JW VIII/26 Con moto (Con moto) 1923
- JW VIII/27 Skladba bez názvu (Zongoradarab, cím nélkül) 1924
- JW VIII/28 Bratřím Mrštíkům (A Mrštík testvéreknek) 1925
- JW VIII/29 Skladba bez názvu (Zongoradarab, cím nélkül) 1926?
- JW VIII/30 Na starém hradě hukvalském (Hukvaldy ősi várában, népdalfeldolgozás) 1926?
- JW VIII/31 Andante (Andante) 1927
- JW VIII/32 Vzpomínka (Emlék) 1928
- JW VIII/33 Skladby v památníku Kamily Stösslové (13 darab Kamila Stösslová albumába, zongorára és harmóniumra)

### Kamarazene
- JW VII/1 Znělka I (I. szonett, négy hegedűre) 1875
- JW VII/2 Znělka II (II. szonett, négy hegedűre) – befejezetlen
- JW VII/3 Romance (Románc, hegedűre és zongorára) 1879
- JW VII/4 Dumka (Dumka, hegedűre és zongorára) 1880
- JW VII/5 Pohádka (Tündérmese – 4 darab, csellóra és zongorára) 1910, átdolgozva 1912, 1923
- JW VII/6 Presto (Presto, csellóra és zongorára) 1910
- JW VII/7 Houslová sonáta (Hegedűszonáta, hegedűre és zongorára) 1914, átdolgozva 1921
- JW VII/8 Smyčcový kvartet č. 1 „Z podnětu Tolstého Kreutzerovy sonáty” (I. vonósnégyes, „Tolsztoj Kreutzer szonátájától inspirálva”) 1923
- JW VII/9 Pochod modráčků (A kékbegyek indulója, pikolóra és zongorára) 1924
- JW VII/10 Mládí (Fiatalság, fúvós szextettre – fuvola, oboa, klarinét, basszusklarinét, fagott, kürt) 1924
- JW VII/13 Smyčcový kvartet č. 2 „Listy důvěrné” (II. vonósnégyes, „Bizalmas levelek”) 1928

### Dalok
- JW V/1 Když mě nechceš, což je víc? (Ha nem szeretsz, mit törődjek vele?, tenor (vagy kórus) és zongora) 1871-1875?
- JW V/2 Moravská lidová poesie v písních (Morva népköltészet dalokban, 53 népdalfeldolgozás énekhangra, zongorával) 1892-1901
- JW V/3 Jarní píseň (Tavaszi dal, énekhangra, zongorával) 1897-1898, átdolgozva 1905
- JW V/4 Ukvalská lidová poezie v písních (Hukvaldy népköltészet dalokban, 13 népdalfeldolgozás énekhangra, zongorával) 1898
- JW V/6 Pět moravských tanců (Öt morva tánc, népdalfeldolgozások énekhangra, zongorával) 1908-1912
- JW V/7 Čtyři balady (Négy ballada, népdalfeldolgozások énekhangra, zongorával) 1908-1912
- JW V/8 Dvě balady (Két ballada, népdalfeldolgozások énekhangra, zongorával) 1908-1912
- JW V/9 6 národních písní, jež zpívala Gabel Eva (Hat népdal, melyet Eva Gabel énekelt – a 26 népballada I. kötete, énekhangra és zongorára) 1909
- JW V/10 Podme, milá, podme! (Gyere kedves, gyere!, népdalfeldolgozás énekhangra és zongorára) 1911
- JW V/11 Písně detvanské, zbojnické balady (Detvai dalok, betyárballadák, 8 népdalfeldolgozás – a 26 népballada III. kötete, énekhangra és zongorára) 1916
- JW V/13 Slezské písně (ze sbírky Heleny Salichové) (Sziléziai dalok, Helena Salichová gyűjteményéből, 10 népdalfeldolgozás énekhangra és zongorára) 1918
- JW V/14 Ukolébavka (Bölcsődal, népdalfeldolgozás énekhangra és zongorára) 1920
- JW V/15 Úpravy lidových písní v článku „Starosta Smolík”[7][8] (Népdalfeldolgozások énekhangra és közelebbről meg nem határozott hangszerre) 1923
- JW VIII/23 Moravské lidové písně (15 morva népdalfeldolgozás, zongora énekhanggal, tetszés szerint) 1922
- JW VIII/24 Ej, duby, duby (Népdalfeldolgozás, zongora énekhanggal, tetszés szerint) 1911
- JW VIII/25 Budem tady stat (Itt maradunk – népdalfeldolgozás, zongora énekhanggal, tetszés szerint)